# Jakow Andrejewitsch Selesnjow
Jakow Andrejewitsch Selesnjow (russisch Яков Андреевич Селезнёв; * 4. August 1989 in Jelabuga, Russische SFSR) ist ein russischer Eishockeyspieler, der seit Juli 2018 beim HK Arlan Kökschetau unter Vertrag steht.

## Karriere
Jakow Selesnjow begann seine Karriere als Eishockeyspieler in der Nachwuchsabteilung von Molot-Prikamje Perm, für dessen Profimannschaft er in der Saison 2004/05 sein Debüt in der Superliga gab. In seinem Rookiejahr blieb er in 13 Spielen punktlos und erhielt acht Strafminuten. Anschließend spielte der Verteidiger zweieinhalb Jahre lang für Neftjanik Almetjewsk und Neftjanik Leninogorsk in der Wysschaja Liga, der zweiten russischen Spielklasse, ehe er im Laufe der Saison 2007/08 zu Ak Bars Kasan aus der Superliga wechselte. Diesen verließ er zu Beginn der folgenden Spielzeit, nachdem er zwei Spiele für Kasan in der neu gegründeten Kontinentalen Hockey-Liga absolviert hatte und schloss sich dessen Ligarivalen Amur Chabarowsk an. 
Für die Saison 2010/11 wurde Selesnjow von Neftechimik Nischnekamsk verpflichtet. Für die Mannschaft bestritt er jedoch nur ein Spiel, ehe er im November 2010 innerhalb der KHL zum HK Spartak Moskau wechselte. Nach drei Spielen der Saison 2011/12 wechselte er zum
HK Donbass Donezk aus der Wysschaja Hockey-Liga, mit dem er zudem am Continental Cup teilnahm.
Ab 2012 stand Selesnjow bei Witjas Tschechow unter Vertrag und kam zunächst parallel beim HK Kuban Krasnodar zum Einsatz. Ab Juni 2015 spielte er beim HK Jugra Chanty-Mansijsk.

### International
Für Russland nahm Selesnjow an der U18-Junioren-Weltmeisterschaft 2007 und der U20-Junioren-Weltmeisterschaft 2008 teil. 

## Erfolge und Auszeichnungen
- 2007 Goldmedaille bei der U18-Junioren-Weltmeisterschaft
- 2008 Bronzemedaille bei der U20-Junioren-Weltmeisterschaft
- 2019 Gewinn des IIHF Continental Cups mit dem HK Arlan Kökschetau

## Statistik
(Stand: Ende der Saison 2010/11)